# Peter Hacker
Pour les articles homonymes, voir Hacker.
Peter Michael Stephan Hacker, né le 15 juillet 1939 à Londres est un philosophe britannique. Sa principale expertise porte sur la philosophie de l'esprit, la philosophie du langage et l'anthropologie philosophique. Il est connu pour son exégèse détaillée et son interprétation de la philosophie de Ludwig Wittgenstein, sa critique des neurosciences cognitives et pour ses études approfondies de la nature humaine.

## Biographie professionnelle
Né le 15 juillet 1939Hacker est juif[réf. nécessaire] par héritage[pas clair]. Hacker a étudié la philosophie, la politique et l'économie au Queen's College d'Oxford de 1960 à 1963. De 1963 à 1965, il est chercheur au St Antony's College d'Oxford, où il commence ses études supérieures sous la direction de Herbert Hart. Sa thèse Règles et devoirs est achevée en 1966  au Balliol College d'Oxford.
Depuis 1966, Hacker est membre du St John's College d'Oxford et membre de la faculté de philosophie de l'Université d'Oxford. Ses postes de visiteur dans d'autres universités incluent l'Université Makerere, en Ouganda (1968); Swarthmore College, États-Unis (1973 et 1986); Université du Michigan, (1974); Milton C. Scott professeur invité à l'Université Queen's, Kingston, Canada (1985); chercheur invité en sciences humaines à l'Université de Bologne, Italie (2009). De 1985 à 1987, il est  chercheur à la British Academy Research Reader en sciences humaines. De 1991 à 1994, il est chercheur au Leverhulme Trust. Hacker prend sa retraite d'Oxford en 2006 et est nommé à une bourse de recherche émérite de 2006 à 2015, depuis lors il est membre émérite. Il a été nommé membre honoraire du Queen's College d'Oxford en 2010. Il est professeur de philosophie à temps partiel à l'Université du Kent à Canterbury de 2013 à 2016. Il est nommé professeur honoraire à l'Institut de neurologie de l'University College de Londres pour la période 2019-2024.

## Philosophie
Hacker est l'un des représentants contemporains les plus significatifs de l'approche linguistique-thérapeutique de la philosophie lancée par Ludwig Wittgenstein. Les mots et les concepts utilisés par la communauté sont pris comme donnés, et le rôle de la philosophie est de résoudre ou de dissoudre les problèmes philosophiques en donnant un aperçu des usages de ces mots et des relations structurelles entre ces concepts. La recherche philosophique est donc très différente de la recherche scientifique, et Hacker soutient que : « la philosophie n'est pas une contribution à la connaissance humaine, mais à la compréhension humaine ». Il croit que l'observation et la recherche empiriques sont un type d'activité catégoriquement distinct de l'investigation et de la clarification conceptuelles, même s'il n'y a parfois pas de ligne de démarcation nette entre les deux. Il s'agit de deux types d'activité intellectuelle différents, qui peuvent être menés par la même personne (comme dans le cas d'Einstein) ou par des personnes différentes. Cela l'a conduit à un désaccord direct avec les « neuro-philosophes » : des neuroscientifiques ou des philosophes comme Antonio Damasio et Daniel Dennett qui pensent que les neurosciences peuvent éclairer des questions philosophiques telles que la nature de la conscience ou le problème corps-esprit. Hacker soutient qu'il s'agit bien de problèmes, mais pas de problèmes empiriques. Il s'ensuit que la recherche scientifique (apprendre des faits sur les humains ou sur le monde) n'aide pas plus à les résoudre que les découvertes en physique ne peuvent aider à prouver un théorème mathématique. Son livre de 2003, Philosophical Foundations of Neuroscience, co-écrit avec le neuroscientifique Max Bennett, contient une exposition de ces points de vue et des critiques des idées de nombreux neuroscientifiques et philosophes contemporains, dont Francis Crick, Antonio Damasio, Daniel Dennett, John Searle, et d'autres.
Hacker en général trouve que de nombreux composants reçus de la philosophie de l'esprit actuelle sont incohérents. Il rejette les théories de l'identité esprit-cerveau, ainsi que le fonctionnalisme, l'éliminativisme et d'autres formes de réductionnisme. Il prône le pluralisme méthodologique, niant que les explications standards des conduites humaines soient causales, et insistant sur l'irréductibilité de l'explication en termes de raisons et de buts. Il nie que des attributs psychologiques puissent être attribués intelligiblement au cerveau, insistant sur le fait qu'ils ne peuvent être attribués qu'à l'être humain dans son ensemble. Il s'est efforcé de montrer que les énigmes et les « mystères » de la conscience se dissolvent après une analyse minutieuse des diverses formes de conscience intransitive et transitive, et que les soi-disant qualia ne sont rien de plus qu'une fiction philosophique.
Depuis 2005, Hacker a réalisé une tétralogie ambitieuse sur la nature humaine. Il l'a conçoit comme une anthropologie philosophique - une étude des formes et des relations conceptuelles en fonction desquelles nous pensons à nous-mêmes et à nos pouvoirs théoriques et pratiques. Le premier volume The Categorial Framework: a Study of Human Nature passe en revue les concepts les plus généraux : substance, causalité, pouvoirs, agentivité, téléologie et rationalité, esprit, corps et personne. Le second, The Intellectual Powers: A Study of Human Nature, étudie la conscience, l'intentionnalité et la maîtrise d'un langage en tant que marques de l'esprit. Viennent ensuite des études logico-grammaticales détaillées des pouvoirs cognitifs et cogitatifs humains, allant de la perception à la connaissance et à la croyance, en passant par la mémoire, la pensée et l'imagination. Le troisième volume The Passions: a Study of Human Nature est consacré à l'étude des émotions, allant de la fierté, la honte, la jalousie et la colère à l'amour, l'amitié et la sympathie. Il puise largement aux sources littéraires, dramatiques et poétiques. Le dernier volume The Moral Powers: a Study of Human Nature traite du bien et du mal ; liberté, déterminisme et responsabilité ; plaisir et bonheur ; trouver un sens à la vie et la place de la mort dans la vie. La méthodologie de Hacker est une analyse connective dans laquelle le large éventail de caractéristiques conceptuelles et logiques des sujets pertinents est mis à nu.
Hacker a fréquemment collaboré avec son collègue philosophe d'Oxford G. P. Baker et le neuroscientifique australien Max Bennett.

## Travaux

### Ouvrages
1. Insight and Illusion: Wittgenstein on Philosophy and the Metaphysics of Experience (Clarendon Press, Oxford, 1972)  (ISBN 0198243693 et 978-0198243694)
2. Insight and Illusion – themes in the philosophy of Wittgenstein (extensively revised edition) (Clarendon Press, Oxford, 1986)  (ISBN 0-19-824783-4)
3. Wittgenstein : Understanding and Meaning, Volume 1 of an analytical commentary on the Philosophical Investigations (Blackwell, Oxford, and Chicago University Press, Chicago, 1980) (ISBN 0-631-12111-0, 0226035263 et 0226035409), co-écrit avec G.P. Baker. Réédité en 2009 chez Wiley-Blackwell  (ISBN 1405199245 et 1405199253).
4. Frege : Logical Excavations, (Blackwell, Oxford, O.U.P., N.Y., 1984)  (ISBN 0-19-503261-6) co-écrit avec G.P. Baker.
5. Language, Sense and Nonsense, a critical investigation into modern theories of language (Blackwell, 1984)  (ISBN 0-631-13519-7) co-écrit avec G.P. Baker.
6. Scepticism, Rules and Language (Blackwell, 1984)  (ISBN 0-631-13614-2) co-écrit avec G.P. Baker.
7. Wittgenstein : Rules, Grammar, and Necessity – Volume 2 of an analytical commentary on the Philosophical Investigations (Blackwell, Oxford, UK and Cambridge, Massachusetts, 1985)  (ISBN 0-631-13024-1 et 0-631-16188-0) co-écrit avec G.P. Baker. Réédité en 2014  (ISBN 1-118-85459-4)
8. Appearance and Reality – a philosophical investigation into perception and perceptual qualities (Blackwell, 1987)  (ISBN 0-631-15704-2)
9. Wittgenstein : Meaning and Mind, Volume 3 of an Analytical Commentary on the Philosophical Investigations (Blackwell, Oxford and Cambridge, Massachusetts, 1990)  (ISBN 0-631-18739-1). Réédité en 2019 chez Wiley-Blackwell  (ISBN 1118951808 et 1118951751).
10. Wittgenstein: Mind and Will, Volume 4 of an Analytical Commentary on the Philosophical Investigations (Blackwell, 1996)  (ISBN 0-631-18739-1)
11. Wittgenstein's Place in Twentieth Century Analytic Philosophy (Blackwell, Oxford, UK and Cambridge, Massachusetts, 1996)  (ISBN 0-631-20098-3)
12. Wittgenstein on Human Nature (Weidenfeld and Nicolson, London, 1997)  (ISBN 0-7538-0193-0)
13. Wittgenstein: Connections and Controversies (Clarendon Press, Oxford, 2001)  (ISBN 0-19-924569-X)
14. Philosophical Foundations of Neuroscience (Blackwell, Oxford, and Malden, Mass., 2003)  (ISBN 1-4051-0855-X), co-écrit avec Max Bennett
15. Neuroscience and Philosophy: Brain, Mind, and Language (Columbia University Press, New York, 2007)  (ISBN 978-0-231-14044-7), co-écrit avec Max Bennett, D. Dennett, et J. Searle
16. Human Nature: The Categorial Framework (Blackwell, 2007)  (ISBN 1405147288)
17. History of Cognitive Neuroscience (Wiley, Blackwell, 2008)  (ISBN 978-1-4051-8182-2), co-écrit avec Max Bennett
18. The Intellectual Powers: A study of Human Nature (Wiley-Blackwell, Oxford, 2013)  (ISBN 978-1-4443-3247-6) pb. ed[4].
19. Wittgenstein: Comparisons & Context (Oxford University Press, Oxford, 2013)  (ISBN 978-0-19-967482-4)[4]
20. The Passions: A study of Human Nature (Wiley-Blackwell, Oxford, 2017)  (ISBN 978-1-119-44046-8)
21. Intellectual Entertainments: Eight Dialogues on Mind, Consciousness and Thought  (Anthem Press, London, 2020)  (ISBN 1785271520)
22. The Moral Powers: a Study of Human Nature (Wiley-Blackwell, Oxford, 2020)  (ISBN 1119657776)